# Evropské společenství
Evropské společenství (zkráceně ES) představovalo součást prvního ze tří pilířů Evropské unie v období 1993–2009. V této podobě bylo ustaveno Maastrichtskou smlouvou (1992) a mělo supranacionální charakter (členské státy na něj delegovaly část své suverenity). Vzniklo změnou názvu a transformací Evropského hospodářského společenství (EHS), nejsilnějšího z tzv. Evropských společenství, hlavních předchůdců Evropské unie. Nabytím účinnosti Lisabonské smlouvy v prosinci 2009 došlo k zániku systému tří pilířů EU a zániku Evropského společenství v této podobě.
Jako jediný subjekt v rámci Evropské unie mělo Evropské společenství právní subjektivitu. Obsahovalo také právní řád nazývaný acquis communautaire, který je nadřazen národnímu právu. Lisabonská smlouva přiřkla právní subjektivitu celé Evropské unii, která se tak stala plnohodnotným subjektem mezinárodního práva s možností uzavírat mezinárodní smlouvy.

## Agenda
„Posláním Společenství je vytvoření společného trhu a hospodářské a měnové unie a prováděním společných politik, podporovat harmonický a vyvážený rozvoj hospodářských činností ve Společenství, trvalý a neinflační růst respektující životní prostředí, vysoký stupeň konvergence hospodářské výkonnosti, vysokou úroveň zaměstnanosti a sociální ochrany, zvyšování životní úrovně a kvality života, hospodářskou a sociální soudržnost a solidaritu mezi členskými státy.“
Smlouva o Evropské unii, Hlava II, čl. G, čl. 2
Amsterodamská smlouva z roku 1999 převedla některé kompetence jako například azylovou a přistěhovaleckou politiku, celní spolupráci nebo soudní spolupráci v občanskoprávních záležitostech ze třetího do prvního pilíře.
Agenda ES zahrnovala následující oblasti:
- Společná zemědělská politika
- Hospodářská a měnová unie
- Celní unie a Společný trh
- Společná obchodní politika
- Regionální a strukturální politika
- Dopravní politika
- Sociální politika
- Schengenský prostor
- Občanství EU
- Vědecko-výzkumná politika
- Politika hospodářské soutěže
- Ekologická politika
- Politika ochrany spotřebitele
- Vzdělání a kultura
- Společná rybolovná politika
- Azylová a přistěhovalecká politika EU

| Podpis Platnost Smlouvy   | 1948 Brusel                                             | 1951 1952 Pařížská        | 1954 1955 Paříž. doh.                     | 1957 1958 Římské                          | 1965 1967 Slučovací                                       | 1975 TREVI                                         | 1985 Schengenská                                   | 1986 1987 JEA                                      | 1992 1993 Maastrichtská                            | 1992 1993 Maastrichtská | 1997 1999 Amsterodamská | 2001 2003 Niceská  | 2007 2009 Lisabonská | 2007 2009 Lisabonská |  |  |  |  |  |  |  |  |
|                           |                                                         |                           |                                           |                                           |                                                           |                                                    |                                                    |                                                    |                                                    |                         |                         |                    |                      |                      |  |  |  |  |  |  |  |  |
| Tři pilíře Evropské unie: |                                                         |                           |                                           |                                           |                                                           |                                                    |                                                    |                                                    |                                                    |                         |                         |                    |                      |                      |  |  |  |  |  |  |  |  |
| Evropská společenství:    |                                                         |                           |                                           |                                           |                                                           |                                                    |                                                    |                                                    |                                                    |                         |                         |                    |                      |                      |  |  |  |  |  |  |  |  |
|                           | Evropské společenství pro atomovou energii (EURATOM)    |                           |                                           |                                           |                                                           |                                                    |                                                    |                                                    |                                                    |                         |                         |                    |                      |                      |  |  |  |  |  |  |  |  |
|                           |                                                         |                           | Evropské společenství uhlí a oceli (ESUO) | Evropské společenství uhlí a oceli (ESUO) | Evropské společenství uhlí a oceli (ESUO)                 | Evropské společenství uhlí a oceli (ESUO)          | Smlouva vypršela v roce 2002                       | Smlouva vypršela v roce 2002                       | Smlouva vypršela v roce 2002                       |                         | Evropská unie (EU)      | Evropská unie (EU) |                      |                      |  |  |  |  |  |  |  |  |
|                           |                                                         |                           | Evropské hospodářské společenství (EHS)   |                                           |                                                           |                                                    |                                                    |                                                    |                                                    |                         | Evropská unie (EU)      | Evropská unie (EU) |                      |                      |  |  |  |  |  |  |  |  |
|                           |                                                         |                           |                                           | Schengenská smlouva                       |                                                           |                                                    | Evropské společenství (ES)                         | Evropské společenství (ES)                         |                                                    |                         | Evropská unie (EU)      | Evropská unie (EU) |                      |                      |  |  |  |  |  |  |  |  |
|                           |                                                         | TREVI                     | TREVI                                     | TREVI                                     | Spolupráce v oblasti spravedlnosti a vnitřních věcí (SVV) |                                                    | Evropské společenství (ES)                         | Evropské společenství (ES)                         |                                                    |                         | Evropská unie (EU)      | Evropská unie (EU) |                      |                      |  |  |  |  |  |  |  |  |
|                           | Policejní a soudní spolupráce v trestních věcech (PJCC) | TREVI                     | TREVI                                     | TREVI                                     | Spolupráce v oblasti spravedlnosti a vnitřních věcí (SVV) |                                                    |                                                    |                                                    |                                                    |                         | Evropská unie (EU)      | Evropská unie (EU) |                      |                      |  |  |  |  |  |  |  |  |
|                           |                                                         |                           |                                           |                                           | Evropská politická spolupráce (EPS)                       | Společná zahraniční a bezpečnostní politika (SZBP) | Společná zahraniční a bezpečnostní politika (SZBP) | Společná zahraniční a bezpečnostní politika (SZBP) | Společná zahraniční a bezpečnostní politika (SZBP) |                         | Evropská unie (EU)      | Evropská unie (EU) |                      |                      |  |  |  |  |  |  |  |  |
| Bruselský pakt            | Bruselský pakt                                          | Západoevropská unie (ZEU) | Západoevropská unie (ZEU)                 | Západoevropská unie (ZEU)                 | Západoevropská unie (ZEU)                                 | Západoevropská unie (ZEU)                          | Západoevropská unie (ZEU)                          |                                                    |                                                    |                         |                         | Evropská unie (EU) |                      |                      |  |  |  |  |  |  |  |  |
| Bruselský pakt            | Bruselský pakt                                          | Západoevropská unie (ZEU) | Západoevropská unie (ZEU)                 | Západoevropská unie (ZEU)                 | Západoevropská unie (ZEU)                                 | Západoevropská unie (ZEU)                          | Západoevropská unie (ZEU)                          | Smlouva vypršela v roce 2011                       |                                                    |                         |                         |                    |                      |                      |  |  |  |  |  |  |  |  |
|                           |                                                         |                           |                                           |                                           |                                                           |                                                    |                                                    |                                                    |                                                    |                         |                         | z • d • e          |                      |                      |  |  |  |  |  |  |  |  |